# ريكاردو يوريبا
ريكاردو يوريبا (بالإسبانية: Ricardo Uribe)‏ (9 أكتوبر 1988 في بيرو - ) هو لاعب كرة قدم بيروفي في مركز الوسط. لعب مع Deportivo Coopsol ‏ وCusco FC ‏ وColegio Nacional Iquitos ‏.

## وصلات خارجية
- ريكاردو يوريبا على موقع قاعدة بيانات كرة القدم.إي يو (الإنجليزية)